# はるかリセット
『はるかリセット』は、野上武志による日本の漫画作品。秋田書店のウェブコミック配信サイト『マンガクロス』にて、2021年7月2日から連載中。
気持ちを「リセット」するための様々な息抜きをモチーフとした作品である。

## あらすじ
締め切りに追われる作家のはるかが、忙しい毎日の合間を縫って、仕事の合間に「初期化（リセット）」と称して、銭湯、マッサージ、近所の散歩、温泉や地元の食堂を訪れるなど、さまざまな息抜きを行う。

## 登場人物
天野 はるか（あまの はるか）
本作の語り手。本郷在住（作中では西武池袋線石神井公園駅が最寄り駅として描かれ、駅周辺もたびたび訪問先として取り上げられている）の専業作家。ペンネームは春河童（はるかっぱ）。 小説、エッセイなど注文があればどんなテーマも扱う。
担当編集者に「こんなにいっぱい仕事をこなす秘訣はなんですか？」と問われ、「初期化（リセット）と再起動（リブート）」と答えたことから、自身の息抜き（リセット）についてのエッセイの注文を受ける。作中では、このエッセイが『はるかリセット』というタイトルではるか（春河童）の著作として刊行されている。
かつては会社員であったが、激務により体を壊したことをきっかけに作家へ転向。しかし、精神的な後遺症としてパソコンなど電子機器の画面を見ることが苦手となり（視力そのものは良好）、原稿は全て原稿用紙に万年筆で手書きしている。携帯電話もガラケー派。
子供や年配の男性にはウケが良いが、同年代の男性とは全く縁が無く、男っ気はゼロ。
マリコ
はるかの旧友であり秘書。会社勤め時代のトラウマからキーボードが打てないはるかの代わりに、原稿のデータ化などを行う。かつては大企業の社長秘書をしていた。既婚者で夫がいる。
野上作品におけるスター・システム的キャラクターであり、『セーラー服と重戦車』『蒼海の世紀』などにも名前と容姿を同じくするキャラクターが登場している。
大山（おおやま）
はるかの寄稿している出版社の担当編集者。女性。第1話初登場。はるかに「息抜き（リセット）」エッセイを発注し『はるかリセット』刊行の切っ掛けを作った。
月ノ瀬 観音（つきのせ みね）
はるかの息抜きの師匠であり「仕事先」の一つ。女性だが一人称は「僕」で、「だとも」「したまえ」といった芝居掛かった口調を好む。第8話初登場。しばしば、はるかを息抜きに連れ出す。地方の名士一族の出身で、文学作品や民俗学、様々な伝統にも詳しい。アニメの企画関係の仕事に携わっており、京都のアニメ関連会社やアニメ作品による地方の町おこしなどにも関わっている描写がある。
黒田 夏美（くろだ なつみ）
はるかの友人。川越在住。本業の会社員と副業のゲーム制作をこなしながら子育てするシングルマザー。第17話初登場。
黒田 如水（くろだ じょすい）
夏美の息子。10歳。美少年。第17話初登場。自身が美少年であることを無邪気に自覚しており、甘え上手。
宮武 慶子（みやたけ けいこ)
女性自衛官。陸上自衛隊所属。指揮幕僚課程出身のエリート。如水を溺愛している。夏美の紹介ではるかと知り合い、友人となる。第18話初登場。その後しばしば登場し、はるかの「リセット」に付き合う仲となる。実家から離れるために自衛官の道を志した過去があり、家族に憧れる一面も。
芳倉 篤美（よしくら あつみ）
お嬢様口調の女性（はるか曰く「本物のお嬢様」）。香川県出身のデザイナーで、香川でおすすめのうどんをはるかと観音に案内する。イタリアに留学経験があり、現在はイタリア車を所有。
ユイ・阿羅本（ユイ・あらもーど）
クラフトビール小説を書く作家兼イラストレーターの女性。はるかに都内のクラフトビールを案内する。モデルは作家の阿羅本景。
彼女を主人公としたスピンオフ作品『今日もビールでがんばらない〜ユイとケイのカンパイリセット〜』（原作：阿羅本景 / 作画：別所ユウイチ / 秋田書店 チャンピオンクロス連載）が2024年5月より連載中。
宮礼 あみる（みあれ あみる）
山梨のワイナリーで開催された交流会の主催者の女性。
藤堂 ゆきえ（とうどう ゆきえ）
海上自衛官の女性。宮武の同期。家は4代続く海軍軍人の家系。少々エキセントリックな性格の持ち主。
雨露しずく（あまつゆ しずく）
絵描き兼コスプレイヤーの女性。春河童のファンでもある。

## 書誌情報
- 野上武志『はるかリセット』 秋田書店〈チャンピオンREDコミックス〉、既刊21巻（2025年6月19日現在）
  1. 2021年11月18日発売[2][書誌 1]、ISBN 978-4-253-32061-0
  2. 2022年2月18日発売[書誌 2]、ISBN 978-4-253-32062-7
  3. 2022年4月20日発売[書誌 3]、ISBN 978-4-253-32063-4
  4. 2022年6月20日発売[書誌 4]、ISBN 978-4-253-32064-1
  5. 2022年8月19日発売[書誌 5]、ISBN 978-4-253-32065-8
  6. 2022年10月20日発売[書誌 6]、ISBN 978-4-253-32066-5
  7. 2022年12月20日発売[書誌 7]、ISBN 978-4-253-32067-2
  8. 2023年2月20日発売[書誌 8]、ISBN 978-4-253-32068-9
  9. 2023年4月20日発売[書誌 9]、ISBN 978-4-253-32069-6
  10. 2023年6月20日発売[書誌 10]、ISBN 978-4-253-32070-2
  11. 2023年8月18日発売[書誌 11]、ISBN 978-4-253-32216-4
  12. 2023年10月19日発売[書誌 12]、ISBN 978-4-253-32217-1
  13. 2023年12月20日発売[書誌 13]、ISBN 978-4-253-32218-8
  14. 2024年2月20日発売[書誌 14]、ISBN 978-4-253-32084-9
  15. 2024年4月18日発売[書誌 15]、ISBN 978-4-253-32085-6
  16. 2024年6月19日発売[書誌 16]、ISBN 978-4-253-32086-3
  17. 2024年8月20日発売[書誌 17]、ISBN 978-4-253-32087-0
  18. 2024年10月18日発売[書誌 18]、ISBN 978-4-253-32088-7
  19. 2024年12月19日発売[書誌 19]、ISBN 978-4-253-32089-4
  20. 2025年3月18日発売[書誌 20]、ISBN 978-4-253-32090-0
  21. 2025年6月19日発売[書誌 21]、ISBN 978-4-253-32441-0

### 書誌情報出典
1. ↑  “はるかリセット 第１巻”.   秋田書店. 2023年1月1日閲覧。
2. ↑  “はるかリセット 第2巻”.   秋田書店. 2023年1月1日閲覧。
3. ↑  “はるかリセット 第3巻”.   秋田書店. 2023年1月1日閲覧。
4. ↑  “はるかリセット 第4巻”.   秋田書店. 2023年1月1日閲覧。
5. ↑  “はるかリセット 第5巻”.   秋田書店. 2021年1月1日閲覧。
6. ↑  “はるかリセット 第6巻”.   秋田書店. 2023年1月1日閲覧。
7. ↑  “はるかリセット 第7巻”.   秋田書店. 2023年1月1日閲覧。
8. ↑  “はるかリセット 第8巻”.   秋田書店. 2023年2月20日閲覧。
9. ↑  “はるかリセット 第9巻”.   秋田書店. 2023年4月20日閲覧。
10. ↑  “はるかリセット 第10巻”.   秋田書店. 2023年6月20日閲覧。
11. ↑  “はるかリセット 第11巻”.   秋田書店. 2023年6月20日閲覧。
12. ↑  “はるかリセット 第12巻”.   秋田書店. 2023年10月19日閲覧。
13. ↑  “はるかリセット 第13巻”.   秋田書店. 2023年12月20日閲覧。
14. ↑  “はるかリセット 第14巻”.   秋田書店. 2024年2月20日閲覧。
15. ↑  “はるかリセット 第15巻”.   秋田書店. 2024年4月18日閲覧。
16. ↑  “はるかリセット 第16巻”.   秋田書店. 2024年6月19日閲覧。
17. ↑  “はるかリセット 第17巻”.   秋田書店. 2024年8月20日閲覧。
18. ↑  “はるかリセット 第18巻”.   秋田書店. 2024年10月18日閲覧。
19. ↑  “はるかリセット 第19巻”.   秋田書店. 2024年12月19日閲覧。
20. ↑  “はるかリセット 第20巻”.   秋田書店. 2025年3月18日閲覧。
21. ↑  “はるかリセット 第21巻”.   秋田書店. 2025年6月19日閲覧。